# Calendrier Goki
Le calendrier Goki (五紀暦, Goki-reki), aussi appelé Wuji li, est un  calendrier luni-solaire (genka reki) japonais développé en Chine et utilisé au Japon au milieu du IXe siècle.

## Histoire
Le système Goki-reki corrige les erreurs contenues dans le calendrier Taien utilisé au Japon au cours de la première moitié du IXe siècle. Les corrections sont l'œuvre d'Akasuga Manomaro.